# Hotel Transylvania - Uno scambio mostruoso
Hotel Transylvania - Uno scambio mostruoso (Hotel Transylvania: Transformania) è un film d'animazione del 2022 prodotto dalla Amazon Studios e diretto da Derek Drymon e Jennifer Kluska.
La pellicola è il sequel de Hotel Transylvania 3 - Una vacanza mostruosa (2018) e il quarto capitolo della serie. È l'unico film della serie a non essere diretto da Genndy Tartakovsky e a non avere Adam Sandler e Kevin James come doppiatori rispettivamente di Dracula e Frankenstein.

## Trama
In seguito agli eventi del terzo film, Dracula, i suoi amici e la sua famiglia stanno festeggiando il 125º anniversario dell'Hotel Transylvania, con i tocchi energici di Johnny che per poco non rovinano la festa, facendo infuriare Dracula. Quest'ultimo ha intenzione di ritirarsi lasciando l'hotel in mano a Mavis ed intende annunciarlo a tutti durante la festa a mezzanotte. Mentre Dracula spiega ciò alla neomoglie Ericka Van Helsing, Mavis origlia il discorso con il suo udito supersonico e lo riferisce a Johnny, che segue con entusiasmo Dracula nel backstage dell'auditorium e gli domanda cosa ha intenzione di fare all'hotel una volta ottenuto. Temendo che il ragazzo rovini l'albergo, Dracula dice a Johnny che a causa di un'antica legge immobiliare non può lasciare la proprietà in eredità a un umano, deludendo così Johnny.
Quando Dracula va a fare il suo discorso, afferma che includerà una latrina aggiuntiva nell'hotel, lasciando confuse Mavis ed Ericka. Quando Johnny si lamenta della sua difficile situazione, viene sentito da Abraham Van Helsing, che si offre volontario a trasformarlo in un mostro e lo porta nel suo laboratorio sotterraneo per recuperare la sua ultima invenzione, il "Raggio mostrificatore", un raggio che ha la capacità di trasformare gli umani in mostri e viceversa. Dopo averlo testato sul suo porcellino d'India Gigi, lo usa su Johnny, che presto si trasforma in un mostro verde simile a un drago. Dracula lo scopre e tenta di fermare Johnny mentre quest'ultimo cerca di andare da Mavis ad annunciarle la sua nuova forma. Dracula lo insegue in giro per l'hotel con il raggio per riportarlo alla normalità, ma finisce per trasformarsi accidentalmente in un essere umano e, nel processo, il cristallo del raggio viene incrinato. Van Helsing afferma a Dracula e a Johnny che possono ancora tornare alla normalità ottenendo un nuovo cristallo che si trova in una grotta in America meridionale, quindi i due partono alla ricerca.
Intanto gli amici di Dracula (Frank, Wayne, Griffin, Murray e Blobby) vengono a conoscenza della nuova forma di Drac e Johnny e, dopo aver bevuto dell'acqua contaminata dal raggio, finiscono anche loro per diventare umani (tranne Blobby che diventa una gelatina). Nonostante le istruzioni di Dracula di tenere Mavis all'oscuro del calvario, lei, Ericka, Eunice e Wanda finiscono per scoprirlo mediante un cinegiornale che vede Dracula e Johnny in Sud America. Ericka e Mavis affrontano Van Helsing, che si sta nascondendo da Gigi poiché ha scoperto che il raggio è instabile e che chiunque si sia trasformato in un mostro continuerà ad evolversi. Con questo in mente, Mavis, Ericka, i Frankenstein, i lupi mannari, Murray, Griffin e Blobby vanno in Sud America per cercarli.
Durante il viaggio attraverso la giungla sudamericana, Dracula e Johnny affrontano alcuni ostacoli come piranha e zanzare. Successivamente i due cadono dalla cima di una montagna e Johnny, grazie alle sue ali, salva la vita a Dracula. Quella sera i due si accampano e iniziano a legare insieme; proprio mentre l'ex vampiro sta per confessare di aver mentito sulla legge immobiliare, il resto del gruppo li trova. Dopo che Dracula vede cosa ne è stato dei suoi amici, ammette il suo inganno riguardo al passaggio dell'hotel. Sconvolto dal credere che Dracula non lo consideri parte della famiglia, Johnny si infuria diventando ancora più grande e scappa. Dopo aver rimproverato suo padre, Mavis va a cercare Johnny, mentre Drac e il resto della banda vanno a cercare il cristallo.
Presto trovano la grotta, ma si perdono in una caverna di quarzi. Mavis intanto trova Johnny, ma la trasformazione lo rende presto molto instabile. La vampira conduce Johnny alla grotta dove costringe il gruppo a trovare il cristallo. Quando Mavis cerca di riportarlo alla normalità, niente accade perché Johnny è ancora un mostro. In preda alla disperazione, Dracula si lascia catturare da Johnny e va in una tangente piena di rimorsi su quanto si fosse sbagliato sul ragazzo e su come grazie a lui è riuscito a vedere il meglio della vita. Questo riporta Johnny in sé, che ritorna alla normalità.
Dopo essere tornati come prima, Dracula e i suoi amici usano il dirigibile di Ericka per tornare in hotel. Poco prima che Dracula dia ufficialmente la chiave dell'hotel a Mavis e Johnny, scoprono da lontano che in realtà l'albergo è stato distrutto da Gigi. Dopo aver riportato quest'ultimo alla normalità, Dracula si lamenta della sua perdita, ma presto decide di lasciare che Mavis e Johnny lo ricostruiscano a loro piacimento. Un anno dopo, Mavis e Johnny fanno vedere a Dracula il ricostruito Hotel Transylvania. All'inizio, sembra che sia stato riportato al suo stato originale, ma lo portano dentro e gli fanno vedere che l'hanno completamente modificato, cosa che Dracula accetta.

## Promozione
Il primo trailer del film è stato diffuso il 17 maggio 2021.

## Distribuzione
La pellicola, inizialmente prevista nelle sale cinematografiche statunitensi dal 1º ottobre 2021, è stata distribuita in tutto il mondo in streaming su Prime Video a partire dal 14 gennaio 2022.

## Accoglienza

### Critica
Sull'aggregatore Rotten Tomatoes il film riceve il 49% di recensioni professionali positive con una voto medio di 5,2 su 10 basato su 77 critiche, mentre su Metacritic ottiene un punteggio di 46 su 100 basato su 15 critiche.